# Општина Тезиутлан (Пуебла)
Тезиутлан (шп. Teziutlán) општина је у Мексику у савезној држави Пуебла. Општина се налази на надморској висини од 1920 м.

## Становништво
Према подацима из 2010. у општини је живело 92246 становника.

### Хронологија
| Година       | 2000                  | 2005                  | 2010                  |
| ------------ | --------------------- | --------------------- | --------------------- |
| Становништво | 81156 (38613 / 42543) | 88970 (42072 / 46898) | 92246 (43462 / 48784) |

### Попис
| \| \| м \| \| \| ж \| \| 0—2 \| 2.585 \| \| \| 2.513 \| \| 3—5 \| 2.771 \| \| \| 2.670 \| \| 6—11 \| 5.885 \| \| \| 5.541 \| \| 12—14 \| 2.734 \| \| \| 2.623 \| \| 15—17 \| 3.035 \| \| \| 2.949 \| \| 18—24 \| 5.773 \| \| \| 6.283 \| \| 60+ \| 3.205 \| \| \| 4.431 \| \| Просек : \| 27,5 \| \| \| 29,8 \| |       |  |  |       |
| |       |  |  |       |
| | м     |  |  | ж     |
| 0—2 | 2.585 |  |  | 2.513 |
| 3—5 | 2.771 |  |  | 2.670 |
| 6—11 | 5.885 |  |  | 5.541 |
| 12—14 | 2.734 |  |  | 2.623 |
| 15—17 | 3.035 |  |  | 2.949 |
| 18—24 | 5.773 |  |  | 6.283 |
| 60+ | 3.205 |  |  | 4.431 |
| Просек : | 27,5  |  |  | 29,8  |

| #   | Индикатор                                                                                        | Вредност |
| --- | ------------------------------------------------------------------------------------------------ | -------- |
| 1   | Становништво од 0 до 2 године                                                                    | 5098     |
| 2   | Мушко становништво од 0 до 2 године                                                              | 2585     |
| 3   | Женско становништво од 0 до 2 године                                                             | 2513     |
| 4   | Становништво са 3 и више година                                                                  | 86379    |
| 5   | Мушко становништво са 3 и више година                                                            | 40492    |
| 6   | Женско становништво са 3 и више година                                                           | 45887    |
| 7   | Становништво са 5 и више година                                                                  | 82729    |
| 8   | Мушко становништво са 5 и више година                                                            | 38662    |
| 9   | Женско становништво са 5 и више година                                                           | 44067    |
| 10  | Становништво са 12 и више година                                                                 | 69512    |
| 11  | Мушко становништво са 12 и више година                                                           | 31836    |
| 12  | Женско становништво са 12 и више година                                                          | 37676    |
| 13  | Становништво са 15 и више година                                                                 | 64155    |
| 14  | Мушко становништво са 15 и више година                                                           | 29102    |
| 15  | Женско становништво са 15 и више година                                                          | 35053    |
| 16  | Становништво са 18 и више година                                                                 | 58171    |
| 17  | Мушко становништво са 18 и више година                                                           | 26067    |
| 18  | Женско становништво са 18 и више година                                                          | 32104    |
| 19  | Становништво од 3 до 5 година                                                                    | 5441     |
| 20  | Мушко становништво од 3 до 5 година                                                              | 2771     |
| 21  | Женско становништво од 3 до 5 година                                                             | 2670     |
| 22  | Становништво од 6 до 11 година                                                                   | 11426    |
| 23  | Мушко становништво од 6 до 11 година                                                             | 5885     |
| 24  | Женско становништво од 6 до 11 година                                                            | 5541     |
| 25  | Становништво од 8 до 14 година                                                                   | 13043    |
| 26  | Мушко становништво од 8 до 14 година                                                             | 6705     |
| 27  | Женско становништво од 8 до 14 година                                                            | 6338     |
| 28  | Становништво од 12 до 14 година                                                                  | 5357     |
| 29  | Мушко становништво од 12 до 14 година                                                            | 2734     |
| 30  | Женско становништво од 12 до 14 година                                                           | 2623     |
| 31  | Становништво од 15 до 17 година                                                                  | 5984     |
| 32  | Мушко становништво од 15 до 17 година                                                            | 3035     |
| 33  | Женско становништво од 15 до 17 година                                                           | 2949     |
| 34  | Становништво од 18 до 24 године                                                                  | 12056    |
| 35  | Мушко становништво од 18 до 24 године                                                            | 5773     |
| 36  | Женско становништво од 18 до 24 године                                                           | 6283     |
| 37  | Женско становништво од 15 до 49 година                                                           | 26733    |
| 38  | Становништво са 60 и више година                                                                 | 7636     |
| 39  | Мушко становништво са 60 и више година                                                           | 3205     |
| 40  | Женско становништво са 60 и више година                                                          | 4431     |
| 41  | Однос између мушкараца и жена                                                                    | 89.09    |
| 42  | Становништво од нуле до 14 година                                                                | 27322    |
| 43  | Становништво од 15 до 64 године                                                                  | 58927    |
| 44  | Становништво од 65 година и више                                                                 | 5228     |
| 45  | Просечан број деце                                                                               | 2.2      |
| 46  | Становништво рођено у ентитету                                                                   | 80718    |
| 47  | Мушко становништво рођено у ентитету                                                             | 38528    |
| 48  | Женско становништво рођено у ентитету                                                            | 42190    |
| 49  | Становништво рођено у другом ентитету                                                            | 10497    |
| 50  | Мушко становништво рођено у другом ентитету                                                      | 4416     |
| 51  | Женско становништво рођено у другом ентитету                                                     | 6081     |
| 52  | Становништво од 5 година и више резидентно у ентитету у јуну 2005. године                        | 79786    |
| 53  | Мушко становништво старосног доба од 5 година и више, резидентно у ентитету у јуну 2005. године  | 37215    |
| 54  | Женско становништво старосног доба од 5 и више година, резидентно у ентитету у јуну 2005. године | 42571    |
| 55  | Становништво од 5 година и више које је живело у другом ентитету у јуну 2005. године             | 2335     |
| 56  | Мушко становништво старије од 5 година које је живело у другом ентитету у јуну 2005. године      | 1086     |
| 57  | Женско становништво старије од 5 година које је живело у другом ентитету у јуну 2005. године     | 1249     |
| 58  | Становништво од 3 године и више које говори аутохтони језик                                      | 6512     |
| 59  | Мушко становништво старо 3 године и више које говори аутохтони језик                             | 3200     |
| 60  | Женско становништво старо 3 године и више које говори аутохтони језик                            | 3312     |
| 61  | Становништво од 3 године и више које говори аутохтони језик и не говори шпански језик            | 87       |
| 62  | Мушко становништво старо 3 године и више које говори аутохтони језик и не говори шпански         | 24       |
| 63  | Женско становништво старо 3 године и више које говори аутохтони језик и не говори шпански језик  | 63       |
| 64  | Становништво старо 3 године и више које говори аутохтони језик и шпански                         | 6132     |
| 65  | Мушко становништво старо 3 године и више које говори аутохтони језик и шпански                   | 3042     |
| 66  | Женско становништво старо 3 године и више које говори аутохтони језик и шпански                  | 3090     |
| 67  | Становништво од 5 година и више које говори аутохтони језик                                      | 6445     |
| 68  | Становништво од 5 година и више које говори аутохтони језик и не говори шпански језик            | 87       |
| 69  | Становништво од 5 година и више које говори аутохтони језик и говори шпански језик               | 6069     |
| 70  | Становништво у домородачким домаћинствима                                                        | 13091    |
| 71  | Становништво са ограничењима у активностима                                                      | 3825     |
| 72  | Становништво са ограниченим ходањем или кретањем, горе или доле                                  | 2062     |
| 73  | Становници са ограничењима вида, чак и уз кориштење сочива                                       | 1260     |
| 74  | Становништво са ограничењима говора, комуникације или конверзације                               | 357      |
| 75  | Становништво са ограниченим слухом                                                               | 424      |
| 76  | Становништво са ограничењима при одевању, купању или јелу                                        | 241      |
| 77  | Становништво са ограничењима у опажању или учењу једноставних ствари                             | 206      |
| 78  | Становништво са менталним ограничењима                                                           | 328      |
| 79  | Становништво без ограничења активности                                                           | 87349    |
| 80  | Становништво од 3 до 5 година које не похађа школу                                               | 2364     |
| 81  | Мушко становништво од 3 до 5 година које не похађа школу                                         | 1244     |
| 82  | Женско становништво од 3 до 5 година које не похађа школу                                        | 1120     |
| 83  | Становништво од 6 до 11 година које не похађа школу                                              | 300      |
| 84  | Мушко становништво од 6 до 11 година које не похађа школу                                        | 179      |
| 85  | Женско становништво од 6 до 11 година које не похађа школу                                       | 121      |
| 86  | Становништво од 12 до 14 година које не похађа школу                                             | 371      |
| 87  | Мушко становништво од 12 до 14 година које не похађа школу                                       | 193      |
| 88  | Женско становништво од 12 до 14 година које не похађа школу                                      | 178      |
| 89  | Становништво од 15 до 17 година похађа школу                                                     | 4410     |
| 90  | Мушко становништво од 15 до 17 година похађа школу                                               | 2177     |
| 91  | Женско становништво између 15 и 17 година живота у школи                                         | 2233     |
| 92  | Становништво од 18 до 24 године похађа школу                                                     | 3589     |
| 93  | Мушко становништво од 18 до 24 године похађа школу                                               | 1812     |
| 94  | Женско становништво од 18 до 24 године похађа школу                                              | 1777     |
| 95  | Становништво од 8 до 14 година које не може да чита и пише                                       | 453      |
| 96  | Мушко становништво старосног доба од 8 до 14 година које не може да чита и пише                  | 241      |
| 97  | Женско становништво старосног доби од 8 до 14 година које не може да чита и пише                 | 212      |
| 98  | Становништво од 15 година и више које је неписмено                                               | 4365     |
| 99  | Мушко становништво од 15 година и више које је неписмено                                         | 1396     |
| 100 | Женско становништво од 15 година и више које је неписмено                                        | 2969     |
| 101 | Становништво старо 15 и више година без школовања                                                | 4257     |
| 102 | Мушко становништво старо 15 и више година без школовања                                          | 1456     |
| 103 | Женско становништво старо 15 и више година без школовања                                         | 2801     |
| 104 | Становништво старосног доба 15 и више година са непотпуним основним образовањем                  | 8067     |
| 105 | Мушко становништво старосног доба од 15 година и више са непотпуном основним образовањем         | 3372     |
| 106 | Женско становништво старосног доба 15 и више година са непотпуном основним образовањем           | 4695     |
| 107 | Становништво старо 15 и више година са комплетним основним образовањем                           | 11838    |
| 108 | Мушко становништво старо 15 година и више са комплетним основним образовањем                     | 5081     |
| 109 | Женско становништво старо 15 и више година са комплетним основним образовањем                    | 6757     |
| 110 | Становништво старосног доба 15 и више година са непотпуним средњим образовањем                   | 3326     |
| 111 | Мушко становништво старосног доба од 15 година и више са непотпуним средњим образовањем          | 1730     |
| 112 | Женско становништво старосног доба од 15 година и више са непотпуним средњим образовањем         | 1596     |
| 113 | Становништво старо 15 и више година са пуним секундарном образовањем                             | 13395    |
| 114 | Мушко становништво старосног доба од 15 година и више са пуним секундарном образовањем           | 6564     |
| 115 | Женско становништво старосног доба од 15 година и више са пуним секундарном образовањем          | 6831     |
| 116 | Становништво старије од 18 година са постосновним образовањем                                    | 20943    |
| 117 | Мушко становништво старије од 18 година са постосновним образовањем                              | 9918     |
| 118 | Женско становништво старије од 18 година са постосновним образовањем                             | 11025    |
| 119 | Просечна оцена школовања                                                                         | 8.51     |
| 120 | Просечан ниво образовања мушке популације                                                        | 8.82     |
| 121 | Просечан ниво образовања женског становништва                                                    | 8.25     |
| 122 | Економски активно становништво                                                                   | 38495    |
| 123 | Економски активна мушка популација                                                               | 23304    |
| 124 | Економски активна женска популација                                                              | 15191    |
| 125 | Становништво које није економски активно                                                         | 30796    |
| 126 | Мушко становништво које није економски активно                                                   | 8422     |
| 127 | Женско становништво које није економски активно                                                  | 22374    |
| 128 | Запослено становништво                                                                           | 37318    |
| 129 | Запослено мушко становништво                                                                     | 22454    |
| 130 | Запослено женско становништво                                                                    | 14864    |
| 131 | Незапослена популација                                                                           | 1177     |
| 132 | Незапослена мушка популација                                                                     | 850      |
| 133 | Незапослена женска популација                                                                    | 327      |
| 134 | Становништво без права на здравствене услуге                                                     | 43889    |
| 135 | Становништво које има право на здравствене услуге                                                | 47512    |
| 136 | Становништво које има право на ИМСС                                                              | 30522    |
| 137 | Становништво које има право на социјално осигурање                                               | 4873     |
| 138 | Становништво које има право на државно социјално осигурање                                       | 1223     |
| 139 | Становништво које има право на опште осигурање или здравствено осигурање за нову генерацију      | 9153     |
| 140 | Становништво које је било једном или није било у браку током 12 година и више                    | 25209    |
| 141 | Венчано или уједињено становништво од 12 година и више                                           | 36347    |
| 142 | Становништво које је било у браку или уједињено 12 година и више                                 | 7853     |
| 143 | Становништво са католичком религијом                                                             | 82971    |
| 144 | Протестанти, еванђелисти и библијски следбеници различити од еванђелиста                         | 4748     |
| 145 | Становништво са другим религијама различитим од претходних                                       | 177      |
| 146 | Становништво без религије                                                                        | 1570     |
| 147 | Укупно пописаних домаћинства                                                                     | 22912    |
| 148 | Пописна домаћинства на челу са мушкарцима                                                        | 15717    |
| 149 | Пописна домаћинства на челу са женама                                                            | 7195     |
| 150 | Становништво у пописним домаћинствима                                                            | 91330    |
| 151 | Становништво у пописним домаћинствима на челу са мушкарцима                                      | 66242    |
| 152 | Становништво у пописним домаћинствима на челу са женама                                          | 25088    |
| 153 | Укупно домаћинстава                                                                              | 27482    |
| 154 | Укупно насељених домаћинстава                                                                    | 23159    |
| 155 | Укупно приватних кућа                                                                            | 27235    |
| 156 | Насељени приватни домови                                                                         | 22912    |
| 157 | Укупно насељених приватних кућа                                                                  | 23155    |
| 158 | Ненасељене приватне куће                                                                         | 3185     |
| 159 | Појединачна домаћинства за привремену употребу                                                   | 1138     |
| 160 | Становници у насељеним приватним кућама                                                          | 91330    |
| 161 | Насељеност станара у приватним становима                                                         | 3.99     |
| 162 | Просечно становника по соби у приватним насељеним домаћинствима                                  | 1.13     |
| 163 | Појединачна домаћинства са подовима од различитих материјала од земље                            | 21774    |
| 164 | Појединачна домаћинства у приземљу                                                               | 1023     |
| 165 | Појединачна домаћинства са једном спаваћом собом                                                 | 9666     |
| 166 | Појединачна домаћинства са две спаваће собе и више                                               | 13176    |
| 167 | Појединачна домаћинства са једним собом                                                          | 2242     |
| 168 | Појединачна домаћинства са две собе                                                              | 4571     |
| 169 | Појединачна домаћинства са 3 собе и више                                                         | 15990    |
| 170 | Појединачна домаћинства која имају електрично светло                                             | 22667    |
| 171 | Појединачна домаћинства која немају електрично светло                                            | 177      |
| 172 | Појединачна домаћинства која имају водоводну воду у стамбеном простору                           | 22159    |
| 173 | Појединачна домаћинства која немају водоводну воду у стамбеном простору                          | 647      |
| 174 | Појединачна домаћинства која имају тоалет                                                        | 22617    |
| 175 | Појединачна домаћинства која имају канализацију                                                  | 21126    |
| 176 | Појединачна домаћинства која немају канализацију                                                 | 1678     |
| 177 | Појединачна домаћинства која имају електрично светло, довод воде из јавне мреже и канализацију   | 20615    |
| 178 | Појединачна домаћинства без икаквих услова                                                       | 392      |
| 179 | Појединачна домаћинства која имају радио                                                         | 18889    |
| 180 | Појединачна домаћинства која имају телевизор                                                     | 21725    |
| 181 | Појединачна домаћинства која имају фрижидер                                                      | 15394    |
| 182 | Појединачна домаћинства која имају машину за веш                                                 | 10478    |
| 183 | Појединачна домаћинства која имају аутомобил или комби                                           | 5707     |
| 184 | Појединачна домаћинства која имају рачунар                                                       | 5205     |
| 185 | Појединачна домаћинства која имају фиксну телефонску линију                                      | 7344     |
| 186 | Појединачна домаћинства која имају мобилни телефон                                               | 14596    |
| 187 | Појединачна домаћинства која имају приступ интернету                                             | 3263     |